# Hebe elliptica
Hebe elliptica là một loài thực vật có hoa trong họ Mã đề. Loài này được (G.Forst.) Pennell mô tả khoa học đầu tiên năm 1921.